# Tuberculose
Tuberculose é uma doença infeciosa causada pela bactéria Mycobacterium tuberculosis (MTB). A tuberculose afeta geralmente os pulmões, embora possa também afetar outras partes do corpo. A maioria das infeções não manifesta sintomas, sendo nesses casos denominada tuberculose latente. Cerca de 10% das infeções latentes evoluem para tuberculose ativa. Se não for tratada, a tuberculose ativa causa a morte a metade das pessoas infectadas. Os sintomas clássicos da tuberculose ativa são tosse crónica com expulsão de sangue, escarro, febre, suores noturnos e perda de peso. A infecção de outros órgãos pode causar vários outros sintomas.
A tuberculose é transmitida por via aérea quando as pessoas com tuberculose ativa nos pulmões tossem, cospem, falam ou espirram. As pessoas com tuberculose latente não transmitem a doença. A infeção ativa é mais comum entre fumadores e pessoas com VIH/SIDA. O diagnóstico de tuberculose ativa é apoiado por radiografias torácicas, exames microscópicos e culturas de fluidos corporais. O diagnóstico de tuberculose latente baseia-se na prova da tuberculina ou análises ao sangue.
Entre as medidas de prevenção estão o rastreio de grupos de risco, deteção e tratamento atempados dos casos e vacinação com o bacilo Calmette-Guérin (vacina BCG). Os grupos de risco incluem as pessoas que partilham casa ou local de trabalho com pessoas com tuberculose ativa. O tratamento consiste na administração de vários antibióticos durante um longo período de tempo. A resistência antibiótica é um problema crescente, estando a aumentar o número de casos de tuberculose multirresistente (MDR-TB) e a tuberculose extensivamente resistente (XDR-TB).
Estima-se que cerca de um terço da população mundial esteja infectada com tuberculose latente. Todos os anos ocorrem novos casos de infecção em cerca de 1% da população. Em 2016 ocorreram em todo o mundo mais de 10 milhões de casos de tuberculose ativa, tendo sido a causa de cerca de 1,3 milhão de mortes. Isto faz com que a tuberculose seja a principal causa de morte por doenças infeciosas. Mais de 95% destas mortes ocorreram em países em vias de desenvolvimento, principalmente na Índia, China, Indonésia, Paquistão e Filipinas. Desde o ano 2000 que o número de novos casos em cada ano tem vindo a diminuir. Em muitos países africanos e asiáticos cerca de 80% da população apresenta prova de tuberculina positiva, enquanto nos Estados Unidos este valor é de apenas 5–10% da população. A doença está presente nos seres humanos desde a Antiguidade.

## Sinais e sintomas
Entre seus sintomas, pode-se mencionar tosse com secreção, febre (mais comumente ao entardecer), suores noturnos, falta de apetite, emagrecimento, cansaço fácil e dores musculares. Dificuldade na respiração, eliminação de sangue (Hemoptise) e acúmulo de secreção na pleura pulmonar são características em casos mais graves.
A tuberculose extrapulmonar é uma forma da doença  que afeta órgãos e tecidos fora dos pulmões. Apesar de ser menos comum que a tuberculose pulmonar, ela representa uma proporção significativa dos casos, especialmente em pessoas com imunossupressão, como aquelas vivendo com HIV, em tratamento com quimioterapia e aquelas submetidas a transplantes de órgão sólido. Os sinais e sintomas da tuberculose extrapulmonar variam de acordo com o órgão afetado, o que pode dificultar o diagnóstico precoce piorando o prognóstico nesses pacientes
Alguns dos principais tipos e seus respectivos sintomas são:
- Tuberculose pleural ((a forma extrapulmonar mais comum):  provoca dor torácica, febre e falta de ar. Ocorre devido ao acúmulo de líquido na cavidade pleural (derrame pleural).

- Tuberculose ganglionar : caracteriza-se pelo aumento dos linfonodos, geralmente indolores, mais frequentes na região cervical. Pode haver supuração, infarto e fistulização dos linfododos com o tempo.
- Tuberculose osteoarticular: afeta ossos e articulações, especialmente a coluna vertebral (mal de Pott). Os sintomas incluem dor local, limitação de movimentos e, em casos avançados, deformidades.
- Tuberculose meníngea: uma forma grave que compromete as meninges, membranas que recobrem o cérebro. Os sintomas incluem febre, dor de cabeça intensa, rigidez de nuca, confusão mental, convulsões, déficits neurológicos focais, e, em casos severos, coma e morte.
- Tuberculose geniturinária: pode causar dor lombar, hematúria (sangue na urina), frequência urinária aumentada e, em homens, dor testicular ou prostática.
- Tuberculose abdominal: subdividida em tuberculose intestinal que pode se manifestar com dor abdominal, distensão, diarreia ou constipação, além de emagrecimento, a peritonite tuberculosa que pode manifestar-se com afecção do peritônio, resultando em ascite e dor abdominal difusa e tuberculose hepática em que o fígado ser atingido levando à icterícia, queda do estado geral e dor no quadrante superior direito do abdome.

Em todas as formas, podem estar presentes sintomas sistêmicos como febre vespertina, sudorese noturna, perda de peso e fadiga.

## Transmissão
A tuberculose é transmitida pelos bacilos expelidos por um indivíduo contaminado quando tosse, fala, espirra ou cospe. A tuberculose se dissemina através de aerossóis no ar que são expelidas quando pessoas com tuberculose infecciosa tossem, espirram. Contactos próximos (pessoas que tem contato frequente) têm alto risco de se infectarem. A transmissão ocorre somente a partir de pessoas com tuberculose infecciosa activa (e não de quem tem a doença latente).
A probabilidade da transmissão depende do grau de infecção da pessoa com tuberculose e da quantidade expelida, forma e duração da exposição ao bacilo, e a virulência.
A cadeia de transmissão pode ser interrompida isolando-se pacientes com a doença ativa e iniciando-se uma terapia antituberculose eficaz.
A tuberculose resistente é transmitida da mesma forma que as formas sensíveis a medicamentos. A resistência primária se desenvolve em pessoas infectadas inicialmente com micro-organismos resistentes. A resistência secundária (ou adquirida) surge quando a terapia contra a tuberculose é inadequada ou quando não se segue ou se interrompe o regime de tratamento prescrito.

### Infecção
A infecção pelo M. tuberculosis se inicia quando o bacilo atinge os alvéolos pulmonares e pode espalhar-se para os nódulos linfáticos e daí, através da corrente sanguínea para tecidos mais distantes onde a doença pode desenvolver-se: a parte superior dos pulmões, os rins, o cérebro e os ossos. Isto quando está em seu estado primário.
A resposta imunológica do organismo mata a maioria dos bacilos, levando à formação de um granuloma. Os "tubérculos", ou nódulos de tuberculose são pequenas lesões que consistem em tecidos mortos de cor acinzentada contendo a bactéria da tuberculose.
Normalmente, o sistema imunológico é capaz de conter a multiplicação do bacilo, evitando sua disseminação em 90% dos casos.

### Evolução
Entretanto, em algumas pessoas, o bacilo da tuberculose supera as defesas do sistema imunológico e começa a se multiplicar, resultando na progressão de uma simples infecção por tuberculose para a doença em si. Isto pode ocorrer logo após a infecção (tuberculose primária – 1 a 5% dos casos), ou vários anos após a infecção (reativação da doença tuberculosa, ou bacilo dormente – 5 a 9%).
Cerca de 5% das pessoas infectadas vão desenvolver a doença nos dois primeiros anos, e outras 5% vão desenvolvê-la ainda mais tarde. No total, cerca de 10% dos infectados com sistema imunológico normalmente desenvolverão a doença durante a vida.
Algumas situações aumentam o risco de progressão da tuberculose. Em pessoas infectadas com o HIV ou outras doenças que deprimem o sistema imunológico tem muito mais chances de desenvolverem complicações. Outras situações de risco incluem: o abuso de drogas injetáveis; infecção recente de tuberculose nos últimos 2 anos; raio-x do tórax que sugira a existência de tuberculose (lesões fibróticas e nódulos); diabetes mellitus, silicose, terapia prolongada com corticosteróides e outras terapias imunossupressivas, câncer na cabeça ou pescoço, doenças no sangue ou reticuloendoteliais (leucemia e doença de Hodgkin), doença renal em estágio avançado, gastrectomia, síndromes de mal-absorção crônicas, ou baixo peso corporal (10% ou mais de peso abaixo do ideal).

## Diagnóstico
Uma avaliação médica completa para a tuberculose ativa inclui um histórico médico, um exame físico, a baciloscopia de escarro, uma radiografia do tórax e culturas microbiológicas. A prova tuberculínica (também conhecida como teste tuberculínico ou teste de Mantoux) está indicada para o diagnóstico da infecção latente, mas também auxilia no diagnóstico da doença em situações especiais, como no caso de crianças com suspeita de tuberculose. Toda pessoa com tosse por três semanas ou mais é chamada sintomática respiratória (SR) e pode estar com tuberculose.

### Baciloscopia
A baciloscopia é um exame realizado com o escarro do paciente suspeito de ser vítima de tuberculose, colhido em um potinho estéril. Para o exame são necessárias duas amostras. Uma amostra deve ser colhida no momento da identificação do sintomático respiratório e a outra na manhã do dia seguinte, com o paciente ainda em jejum após enxaguar a boca com água. É importante orientar o paciente a não cuspir, mas sim escarrar. No Brasil, esse exame está disponível no SUS e pode ser solicitado por enfermeiros e médicos.

### Histórico médico
O histórico médico inclui a obtenção de sintomas da tuberculose pulmonar:
- tosse intensa e prolongada por três ou mais semanas;
- dor no peito; e
- hemoptise.

Sintomas sistêmicos incluem:
- febre;
- calafrios;
- suores noturnos;
- perda de apetite e peso; e
- cansaço fácil.

Outras partes do histórico médico incluem:
- exposição anterior à tuberculose, na forma de infecção ou doença;
- tratamento anterior de tuberculose;
- fatores de risco demográficos para a tuberculose; e
- condições médicas que aumentem o risco de infecção por tuberculoses, tais como a infecção por HIV.

Deve-se suspeitar de tuberculose quando uma doença respiratória persistente - num indivíduo que de outra forma seria saudável - não estiver respondendo aos antibióticos regulares.

### Exame físico
Um exame físico é feito para avaliar a saúde geral do paciente e descobrir outros fatores que podem afetar o plano de tratamento da tuberculose. Não pode ser usado como diagnosticador da tuberculose.

### Radiografia do tórax

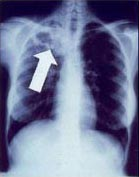
A tuberculose cria cavidades visíveis em radiografias como esta, na parte superior do pulmão direito.

Uma radiografia postero-anterior do tórax é a tradicionalmente feita; outras vistas (lateral ou lordótico) ou imagens de tomografia computadorizada podem ser necessárias.
Em tuberculose pulmonar ativa, infiltrações ou consolidações e/ou cavidades são frequentemente vistas na parte superior dos pulmões com ou sem linfadenopatia (doença nos nódulos linfáticos) mediastinal ou hilar. No entanto, lesões podem aparecer em qualquer lugar nos pulmões. Em pessoas com HIV e outras imunossupressões, qualquer anormalidade pode indicar a tuberculose, ou o raio-x dos pulmões pode até mesmo parecer inteiramente normal.
Em geral, a tuberculose anteriormente tratada aparece no raio-x como nódulos pulmonares na área hilar ou nos lóbulos superiores, apresentando ou não marcas fibróticas e perda de volume. Bronquiectasia (isto é, dilatação dos brônquios com a presença de catarro) e marcas pleurais podem estar presentes.
Nódulos e cicatrizes fibróticas podem conter bacilos de tuberculose em multiplicação lenta, com potencial para progredirem para uma futura tuberculose ativa. Indivíduos com estas características em seus exames, se tiverem um teste positivo de reação subcutânea à tuberculina, devem ser consideradas candidatos de alta prioridade ao tratamento da infecção latente, independentemente de sua idade. De modo oposto, lesões granulares calcificadas (granulomas calcificados) apresentam baixíssimo risco de progressão para uma tuberculose ativa.
Anormalidades detectadas em radiografias do tórax podem sugerir, porém, nunca são exatamente o diagnóstico, de tuberculose. Entretanto, estas radiografias podem ser usadas para descartar a possibilidade de tuberculose pulmonar numa pessoa que tenha reação positiva ao teste de tuberculina mas que não tenha os sintomas da doença.

### Detecção
Desde 2008, que uma equipe de cientistas treina na Tanzânia 77 ratos-africanos-gigantes para detectar a tuberculose. A primeira experiência que foi desenvolvida mostrou que em 910 amostras de 456 pacientes, dez ratos encontraram 67 por cento de pessoas com tuberculose e 48 por cento foram encontrados pelos microscópios dos laboratórios. Os ratos aumentaram as taxas de detecção em mais de 30%. A tecnologia começou em 2013 a ser aplicada em Maputo e esses ratos heróis passaram a contribuir para identificar a doença que, apesar de curável, ainda faz cerca de 1 milhão de vítimas fatais ao redor do mundo; Brasil e Moçambique estão no grupo dos 22 países onde ocorrem 80% dos casos de tuberculose do mundo.

#### Teste de biossensor magnético baseado em nanopartículas
Uma abordagem usa nanopartículas magnéticas e manchas bacterianas misturadas com amostras de escarro dos pacientes. Os profissionais de saúde misturam a secreção de muco em um frasco e o expõem a um ímã. A visualização das amostras através de um microscópio revela aglomerados vermelhos de nanopartículas carregadas (positivas) ou nanopartículas marrons dispersas (negativas). Os cientistas desenvolveram um aplicativo para smartphone usando um algoritmo de inteligência artificial que também pode revisar as amostras. A precisão é alta (85%), e o aplicativo serve como uma ótima ferramenta para estender a cobertura em grandes áreas remotas. Os pesquisadores relatam que o teste detecta tuberculose em 10 a 20 minutos com precisão de 95% a 99% e custa apenas 10 centavos de dólar por teste.

### Estudos microbiológicos

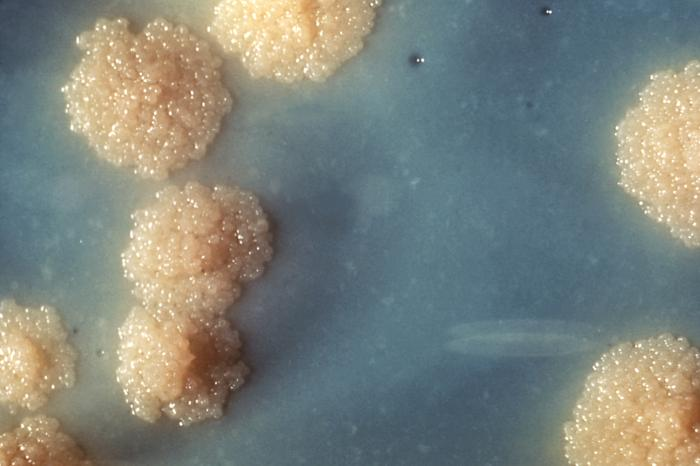
Colônias de M. tuberculosis podem ser vistas nitidamente nesta cultura

Análises de amostras de escarro e culturas microbiológicas devem ser feitas para detectar o bacilo, caso o paciente esteja produzindo secreção. Se não estiver produzindo-a, uma amostra coletada na laringe, uma broncoscopia ou uma aspiração por agulha fina podem ser consideradas. O bacilo pode ser cultivado, apesar de crescer lentamente e então, ou imediatamente após colheita da amostra corado (com a técnica de Ziehl-Neelsen) e observado ao microscópio óptico.

### Prova tuberculínica (teste tuberculínico ou de Mantoux)

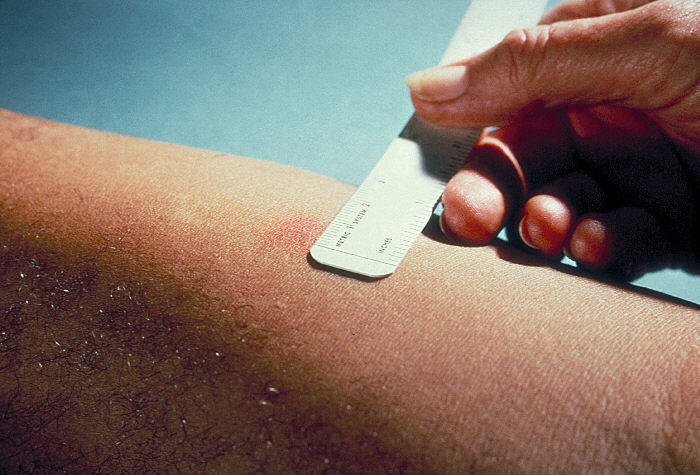
Dentre a gama de testes disponíveis para avaliar a possibilidade de tuberculose, o teste de Mantoux envolve injeção intradérmica de tuberculina e a medição do tamanho da enduração provocada após 72 horas (48 a 96 horas).

O teste intradérmico de Mantoux é usado no Brasil, nos Estados Unidos e no Canadá. O teste de Heaf é usado no Reino Unido. Um resultado positivo indica que houve contato com o bacilo (infecção latente da tuberculose), mas não indica doença, já que, após o contágio, o indivíduo apresenta 5% de chances de desenvolver a doença nos primeiros 2 anos. Este teste é utilizado para fins de controle epidemiológico e profilaxia em contactantes de pacientes com tuberculose. Em situações específicas, como no caso do diagnóstico da doença em crianças, pode auxiliar no diagnóstico.
O derivado de proteína purificada (ou PPD), que é um precipitado obtido de culturas filtradas e esterilizadas, é injetado de forma intradérmica (isto é, dentro da pele) e a leitura do exame é feita entre 48 e 96 horas (idealmente 72 horas) após a aplicação do PPD. Um paciente que foi exposto à bactéria deve apresentar uma resposta imunológica na pele, a chamada "enduração".

### Classificação da reação à tuberculina
Os resultados são classificados como Reator Forte, Reator Fraco ou Não Reator. Um endurecimento de mais de 5–15 mm (dependendo dos fatores de risco da pessoa) a 10 unidades de Mantoux é considerado um resultado positivo, indicando infecção pelo M. tuberculosis.
- 5 mm ou mais de tamanho são positivos para a tuberculose em:
  - pacientes positivos para o HIV
  - contatos com casos recentes de tuberculose
  - pessoas com mudanças nodulares ou fibróticas em raios-X do tórax, consistentes com casos antigos de tuberculose curada
  - Pacientes com órgãos transplantados e outros pacientes imunossuprimidos

- 10 mm ou mais é positivo em:
  - Pessoas recém-chegadas (menos de 5 anos) de países com alta incidência da doença (isso inclui quem mora no Brasil)
  - Utilizadores de drogas injetáveis
  - Residentes e empregados de locais de aglomerações de alto risco (exemplos: prisões, enfermarias, hospitais, abrigos de sem-tetos, etc.)
  - Pessoal de laboratórios onde se faça testes com Mycobacterium
  - Pessoas com condições clínicas de alto risco (exemplosː diabetes, terapias prolongadas com corticosteroides, leucemia, falência renal, síndromes de mal-absorção crônicas, reduzido peso corporal etc.)
  - Crianças com menos de 4 anos de idade, ou crianças e adolescentes expostos a adultos nas categorias de alto risco

- 15 mm ou mais é positivo em: (não utilizado no Brasil)
  - Pessoas sem fatores de risco conhecidos para a tuberculose
  - (Nota: programas de testes cutâneos normalmente são conduzidos entre grupos de alto risco para a doença)

Um teste negativo não exclui tuberculose ativa, especialmente se o teste foi feito entre 6 e 8 semanas após adquirir-se a infecção; se a infecção for intensa, ou se o paciente tiver comprometimento imunológico.
Um teste positivo não indica doença ativa, apenas que o indivíduo teve contato com o bacilo.
Não há relação entre a eficácia da vacina BCG e um teste de Mantoux positivo.
Uma BCG é suficiente; a revacinação não é útil. Uma vacinação prévia por BCG dá, por vezes, resultados falso-positivos. Isto torna o teste de Mantoux pouco útil em pessoas vacinadas por BCG.
A fim de melhorar o Teste de Mantoux, outros testes estão sendo desenvolvidos. Um dos considerados promissores observa a reação de linfócitos-T aos antígenos ESAT6 e CFP10.
Teste de Heaf
O Teste de Heaf é usado no Reino Unido, e também injeta a proteína purificada (PPD) na pele, observando-se a reação resultante.
Quando alguém é diagnosticado com tuberculose, todos os seus contatos próximos devem ser investigados com um teste de Mantoux e, principalmente, radiografias de tórax, a critério médico.

### Sistema de classificação
O sistema de classificação para a tuberculose mostrado abaixo é baseado no grau de patogenia da doença.
Os agentes de saúde devem obedecer às leis de cada país no tocante à notificação de casos de tuberculose. As situações descritas em 3 ou 5 na tabela abaixo devem ser imediatamente notificadas às autoridades de saúde locais.
| Sistema de classificação para a tuberculose. | Sistema de classificação para a tuberculose.          | Sistema de classificação para a tuberculose. |
| -------------------------------------------- | ----------------------------------------------------- | --- |
| Classe                                       | Tipo                                                  | Descrição |
| 0                                            | Nenhuma exposição à tuberculose Não infectado         | Nenhum histórico de exposição Reação negativa ao teste de tuberculina dérmico |
| 1                                            | Exposição à tuberculose Nenhuma evidência de infecção | Histórico de exposição Reação negativa ao teste dérmico de tuberculina |
| 2                                            | Infecção de tuberculose Sem doença                    | Reação positiva ao teste dérmico de tuberculina Estudos bacteriológicos negativos (caso tenham sido feitos) Nenhuma evidência clínica, bacteriológica ou radiográfica de tuberculose                                                                       |
| 3                                            | Tuberculose clinicamente ativa                        | Cultura de M. tuberculosis (caso tenha sido feita) Evidências clínicas, bacteriológicas, ou radiográficas da doença |
| 4                                            | Tuberculose não ativa clinicamente                    | Histórico de episódio(s) de tuberculose ou Sinais anormais porém estáveis nas radiografias Reação positiva ao teste dérmico de tuberculina Estudos bacteriológicos negativos (se feitos) e Nenhuma evidência clínica ou radiográfica de presença da doença |
| 5                                            | Suspeita de tuberculose                               | Diagnóstico pendente A doença deve ser confirmada ou descartada dentro de 3 meses |

## Prevenção
A imunização com vacina BCG dá entre 50% a 80% de resistência à doença. Em áreas tropicais onde a incidência de micobactérias atípicas é elevada (a exposição a algumas "micobactérias" não transmissoras de tuberculose dá alguma proteção contra a tuberculose), a eficácia da BCG é bem menor. No Reino Unido, adolescentes de 15 anos são normalmente vacinadas durante o período escolar.

## Tratamento
Pessoas com infecção de tuberculose (classes 2 ou 4), mas que não têm a doença (como nas classes 3 ou 5), não espalham a infecção para outras pessoas. A infecção por tuberculose numa pessoa que não tem a doença não é considerada um caso de tuberculose e normalmente é relatada como uma infecção latente de tuberculose. Esta distinção é importante porque as opções de tratamento são diferentes para quem tem a infecção latente e para quem tem a doença ativa.

### Tratamento de infecção latente de tuberculose
O tratamento da infecção latente é essencial para o controle e eliminação da tuberculose, pela redução do risco de a infecção vir a tornar-se doença ativa. Uma avaliação para descartar tuberculose ativa é necessária antes que um tratamento para tuberculose latente seja iniciado.
Candidatos ao tratamento de tuberculose latente são aqueles grupos de muito alto risco, com reação positiva à tuberculina de 5 mm ou mais, assim como aqueles grupos de alto risco com reações cutâneas de 10 mm ou mais. Veja em inglês na Wikipédia, classification of tuberculin reaction.
Há vários tipos de tratamento disponíveis, a critério médico.
- Por décadas, o tratamento indicado consistia no uso de isoniazida por 180 a 270 doses diariamente (seis a nove meses), porém havia problemas decorrentes da baixa adesão e efeitos adversos do medicamento. Inúmeros esforços têm sido realizados de forma a alterar esse esquema de tratamento para períodos inferiores e minimizando as intercorrências. 
- As recentes alterações sugeridas incluem o tratamento, em casos específicos, com monoterapia com rifampicina em, no mínimo, 120 doses (quatro meses).

Contatos próximos
Contatos próximos são aqueles que dividem a mesma habitação ou outros ambientes fechados. Aqueles com riscos maiores são as crianças com idade inferior a 4 anos, pessoas imunodeprimidas e outros que possam desenvolver a tuberculose logo após uma infecção. Contatos próximos que tenham tido uma reação negativa ao teste de tuberculina (menos de 5 mm) devem ser novamente testados 10 a 12 semanas após sua última exposição à tuberculose. O tratamento da tuberculose latente pode ser descontinuado a critério médico.
Crianças
Crianças com menos de 4 anos de idade têm grande risco de progressão de uma infecção para a doença, e de desenvolverem formas de tuberculose potencialmente fatais. Estes contatos próximos normalmente devem receber tratamento para tuberculose latente mesmo quando os testes de tuberculina ou o raio-X do tórax não sugerem tuberculose.
Um segundo teste de tuberculina normalmente é feito de 10 a 12 semanas após a última exposição à tuberculose infecciosa, para que se decida se o tratamento será descontinuado ou não.

### Tratamento de tuberculose ativa
Os tratamentos recentes para a tuberculose ativa incluem uma combinação de drogas e remédios, às vezes num total de quatro, que são reduzidas após certo tempo, a critério médico. Não se utiliza apenas uma droga, pois, neste caso, todas as bactérias sensíveis a ela morrem, e, três meses depois, o paciente sofrerá infecção de bactérias que conseguiram resistir a esta primeira droga. Alguns medicamentos matam a bactéria, outros agem contra a bactéria infiltrada em células, e outros, ainda, impedem a sua multiplicação. Ressalve-se que o tratamento deve seguir uma continuidade com acompanhamento médico, e não deve ser suspenso pelo paciente após uma simples melhora. Com isto, evita-se que cepas da bactéria mais resistentes sobrevivam no organismo, e retornem posteriormente com uma infecção mais difícil de curar. O tratamento dura seis meses, porém, nos casos de tuberculose multirresistente, pode durar até um ano e gerar efeitos colaterais como surdez, náusea e psicose.

## Epidemiologia
Todos os anos, milhões de pessoas são infectadas com tuberculose. Embora, atualmente, esta doença tenha tratamento, ainda mata, anualmente, 1,7 milhão de pessoas, principalmente na África e no Sudeste Asiático.
Com controle feito pela Organização Mundial da Saúde (OMS) e outras organizações de saúde, e com tratamentos cada vez mais eficazes para doenças imunes, o número de casos no mundo vem caindo consideravelmente em todos os continentes. O local com mais casos é o sudeste asiático, com 34%, seguido da África, com 30% dos casos, e das ilhas do Pacífico, com 21%. Na Europa, ocorrem apenas 4,5% e, nas Américas, apenas 2,9%.
O Brasil é, segundo dados de 2010 do Ministério da Saúde, o 19º país com maior número de casos da doença. Cerca de 73% dos novos casos são curados, 12% a menos do preconizado pela OMS.

## História

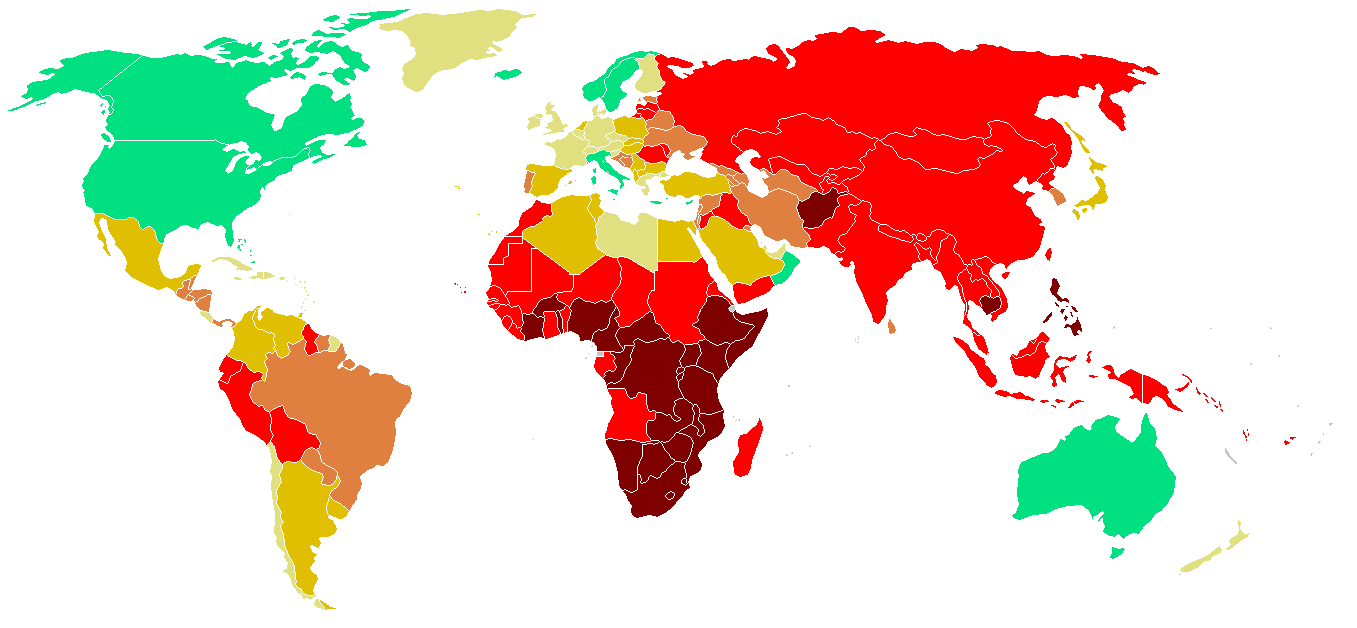
Gravidade da tuberculose no mundo. Em 2010, cerca de 1/3 da população estava contaminada com o bacilo da tuberculose, porém apenas cerca de 10% desenvolvem a doença em algum período da vida. É muito perigosa quando associada com a AIDS.

Por conta de seus variados sintomas, a tuberculose não era identificada como uma única doença até à segunda década do século XIX, e não era chamada de tuberculose até ser batizada em 1839 por J.L. Schöenlein. Algumas formas da doença provavelmente eram conhecidas desde a Grécia antiga, senão antes, considerando-se que a doença se originou a partir do primeiro gado domesticado (no qual também se originou a varíola humana) e antigamente não existia vacina.
O bacilo causador da doença, Mycobacterium tuberculosis foi descrito em 24 de março de 1882 por Robert Koch. Ele recebeu em 1905 o Prémio Nobel de medicina por sua descoberta. Koch não acreditava que as tuberculoses bovina e humana fossem similares, o que impediu o reconhecimento do leite infectado como fonte da doença. Mais tarde, esta fonte foi eliminada graças à pasteurização. Koch apresentou um extrato de glicerina com o bacilo da tuberculose como um "remédio" para a doença em 1890, chamando-o de tuberculina. Ele não teve eficácia, porém, foi mais tarde adaptado por von Pirquet para um teste para tuberculose pré-sintomática.

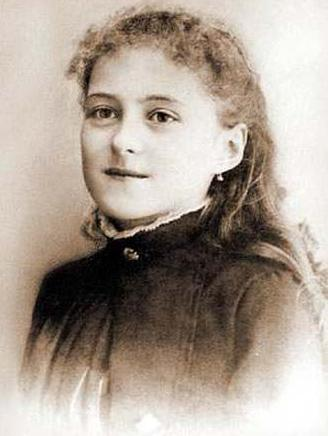
Santa Teresinha de Lisieux, uma das santas católicas mais conhecidas, morreu de tuberculose em 1897, aos 24 anos, na França.

O primeiro sucesso genuíno de vacinação contra a tuberculose foi desenvolvido a partir de linhagens atenuadas da tuberculose bovina, criado pelos franceses Albert Calmette e Camille Guérin em 1906 no Instituto Pasteur. Era a vacina BCG (Bacilo de Calmette e Guerin). Ela foi usada pela primeira vez em humanos em 18 de julho de 1921 na França, apesar de nacionalismos terem impedido a disseminação de seu uso, seja nos Estados Unidos, Reino Unido ou Alemanha até o final da Segunda Guerra Mundial.

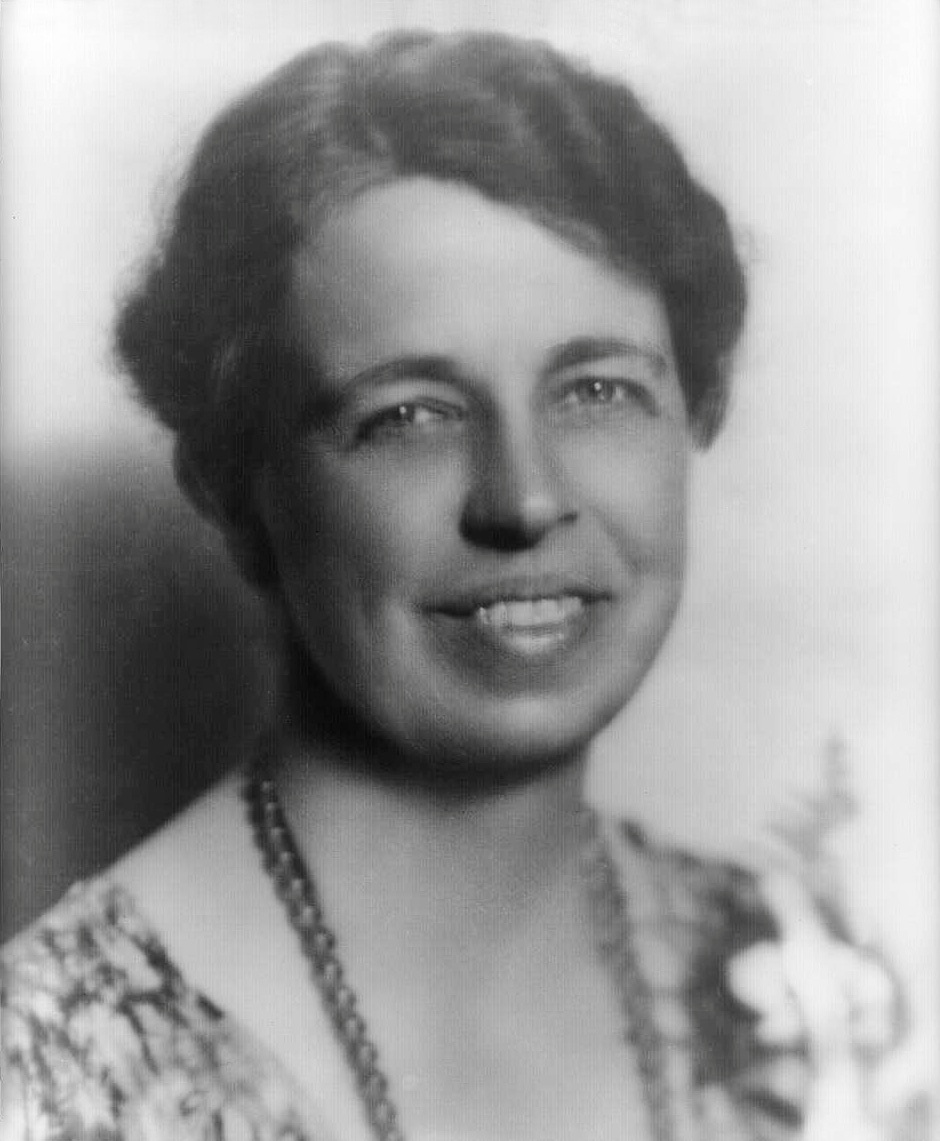
Eleanor Roosevelt, uma famosa ativista dos direitos humanos nos Estados Unidos, morta de tuberculose em 1962.

A tuberculose causou enorme preocupação pública no século XIX e no início do século XX, como a doença endêmica entre as classes pobres das cidades. Na Inglaterra de 1815, uma entre quatro mortes eram devido à tísica pulmonar; por volta de 1918, uma dentre seis mortes na França ainda era causada pela tuberculose. Depois de ter ficado claro, por volta de 1880, que a doença era contagiosa, a tuberculose se tornou uma doença de notificação obrigatória na Grã-Bretanha; foram feitas campanhas para que não se escarrasse em locais públicos, e as pessoas com a infecção eram "encorajadas" a irem para sanatórios que chegavam a lembrar prisões. Apesar dos "benefícios" do ar fresco e do trabalho apregoados nos sanatórios, 75% dos que neles entravam morriam num prazo de 5 anos (dados de 1908).
A preocupação com a disseminação foi tanta em alguns países, como os EUA, que chegou a surgir um movimento contrário a que se escarrasse em público, exceto em locais com escarradeiras.
Na Europa, as mortes por tuberculose caíram de 500 por 100 000 pessoas em 1850 para 50 em 100 000 por volta de 1950. Melhorias na saúde pública já vinham reduzindo a incidência de tuberculose mesmo antes do surgimento dos antibióticos, apesar de a importância da doença ainda ser grande quando o chamado Medical Research Council da Grã-Bretanha lançou seus primeiros projetos para a doença em 1913.
Somente após 1946, com o desenvolvimento do antibiótico estreptomicina, é que o tratamento, e não apenas a prevenção, se tornaram possíveis. Antes disso, somente a intervenção cirúrgica era possível como tratamento (além dos sanatórios), incluindo a técnica do pneumotórax: provocar o colapso de um pulmão infectado para deixá-lo "descansar" e permitir a cicatrização das lesões, técnica muito habitual mas pouco benéfica, e que foi posta de lado após 1946.
Esperanças de que a doença pudesse ser completamente eliminada foram frustradas desde o surgimento de cepas de bacilos resistentes aos antibióticos nos anos 1980. Por exemplo, os casos de tuberculose no Reino Unido, por volta de 50 000 em 1955, caíram para cerca de 5 500 em 1987, mas em 2001 havia mais de 7 000 casos confirmados. Por conta da eliminação de instalações de tratamento públicas em Nova Iorque nos anos 1970, houve uma ressurgência da doença nos anos 1980. O número daqueles que interrompem seu tratamento é muito alto. Nova Iorque teve que lidar com mais de 20 000 pacientes "desnecessários" com muitas cepas resistentes a muitas das drogas normalmente usadas. O ressurgimento da tuberculose resultou na declaração de uma emergência médica global pela Organização Mundial da Saúde (OMS) em 1993.
Um outro sério agravante foi a epidemia de AIDS pelo mundo, que aumenta em muitas vezes as chances de desenvolvimento de sérias complicações da tuberculose. A tuberculose foi a principal responsável pela morte de pessoas com AIDS no mundo nas últimas décadas.

## Paleopatologia

### História da Paleotuberculose
Apesar de a tuberculose ter apenas sido formalmente reconhecida e denominada no século XIX, esta doença terá afetado seres humanos durante vários milénios. Os casos mais antigos de tuberculose diagnosticados em esqueletos remontam ao período Neolítico, sendo estes localizados no Oriente-Próximo e Europa. Diversos casos correspondentes a este período foram identificados em diversas áreas do continente europeu, nomeadamente em Itália, Hungria e Alemanha, datando os mais antigos entre 5400 AEC e 4800 AEC. Foi possível fazer o diagnóstico da paleotuberculose nestes casos através da observação das manifestações ósseas nos restos mortais esqueléticos. também por vezes complementando a análise com técnicas moleculares. A hipótese da existência da tuberculose no período Neolítico é também apoiada por estudos genéticos efetuados através da análise do genoma do complexo Mycobacterium tuberculosis em múmias. Em Portugal, pensa-se que o caso mais antigo de tuberculose remonte à época romana.
Embora existam evidências arqueológicas que sugerem uma existência mais antiga para a tuberculose - como os esqueletos de um indivíduo do sexo feminino e uma criança encontrados na vila submersa de Atlit Yam, datados do Neolítico Pré-Cerâmico B -, a integridade e robustez destas foram questionadas por outros autores. Estudos genéticos também apontam para o comum ancestral do complexo Mycobacterium tuberculosis ter originado em África há cerca de 35 000 - 15 000 anos, sendo a antiguidade da sua difusão debatida. Evidências arqueológicas de tuberculose foram encontradas em múmias egípcias datadas de 4500 AEC. No entanto, com exceção do Egito, existem poucas evidências arqueológicas de tuberculose em África anteriores aos séculos XIX e XX. A propagação da doença para as Américas – nomeadamente para a América do Sul - foi possivelmente efetuada através de leões marinhos e focas, levando à existência da tuberculose na era pré-colombiana, como evidenciado em diversos estudos. Quanto ao continente asiático, a evidência mais antiga de tuberculose data de cerca de 2000 AEC na China, onde o diagnóstico foi efetuado através de técnicas moleculares (comparação do ADN encontrado nos restos mortais com o ADN do bacilo M. tuberculosis).

### Diagnóstico da Paleotuberculose
Apesar de não existirem lesões caraterísticas (patognomónicas) da tuberculose, existem vários indícios cujos são comuns a indivíduos que faleceram desta doença. O diagnóstico diferencial da tuberculose pode ser efetuado através da análise da frequência e localização das lesões ósseas, assim como a sua combinação com técnicas moleculares. Um estudo por Pedersen e coautores indicou várias lesões que são estatisticamente significativas em indivíduos com tuberculose.

#### Tuberculose em Tecidos Moles
Certas lesões observadas em restos esqueléticos podem indicar a presença de tuberculose nos tecidos moles em vida. Um exemplo disto são lesões endocranianas (no interior do crânio), as quais se podem manifestar através do crescimento de lâminas de osso novo ou impressões granulares (IGs). As últimas foram descritas por Schultz e coautores como caraterísticas patognomónicas da meningite tuberculosa, apesar de o seu valor diagnóstico ser questionado. No entanto, num estudo por Spekker e coautores, as IGs foram consideradas características patognomónicas da meningite tuberculosa em restos mortais antigos, sendo que a pressão exercida pelos tubérculos no interior do crânio poderia ser a causa destas lesões.
Outros indícios recolhidos de coleções de esqueletos identificados indicam que caraterísticas como a formação de osso novo na superfície visceral (parte interior) das costelas assim como a localização deste fenómeno nas mesmas – posição na caixa torácica e ao longo da costela – podem ajudar a efetuar um diagnóstico diferencial da tuberculose pulmonar. A calcificação da pleura ou o crescimento simétrico e proliferativo do periósteo, podem também ser caraterísticas não-específicas de uma possível infeção pelo bacilo de Koch.

#### Tuberculose em Tecidos Ósseos
Apesar de a tuberculose se poder manifestar mais frequentemente em tecidos moles, também existe a possibilidade de esta doença afetar os tecidos ósseos (3% a 5% dos casos). A alteração óssea mais associada à tuberculose é o Mal de Pott ou tuberculose vertebral. Esta é geralmente associada à propagação da bactéria até ao tecido ósseo através do sangue ou dos tecidos moles adjacentes, tratando-se de uma infeção secundária. O Mal de Pott consiste na formação de pequenas cavidades na zona visceral ou anterior dos corpos vertebrais, levando à destruição destes ao progredir. As lesões osteolíticas manifestam-se em pequenos orifícios circulares que destroem o osso cortical e, assim, expõem o osso esponjoso. A destruição dos corpos de vértebras contíguas pode eventualmente resultar no colapso vertebral e outras fraturas patológicas associadas, o que leva à deformação da coluna vertebral. Também denominada espondilite tuberculosa, esta patologia afeta principalmente as vértebras torácicas e lombares. Porém, outras patologias podem causar lesões semelhantes ao Mal de Pott, sendo que o diagnóstico diferencial é muito importante.
Outras alterações ósseas resultantes da infeção pelo Mycobacterium tuberculosis consistem em artrites sépticas, onde a bactéria entra no tecido ósseo na zona da articulação por via sanguínea, podendo também resultar em osteomielite. As bactérias ou organismos patogénicos geralmente afetam o osso esponjoso nas extremidades dos ossos longos uma vez que é onde este se concentra e existe maior circulação sanguínea. Para além disto, a osteomielite tuberculosa manifesta-se geralmente nos ossos das mãos e pés, principalmente em indivíduos não adultos, uma vez que há uma irrigação sanguínea maior nesses ossos durante o crescimento. Adicionalmente, a spina ventosa ou dactilite tuberculosa consiste no engrossamento do periósteo e crescimento fusiforme (“como um balão”) do osso, enquanto o tecido ósseo por baixo é simultaneamente destruído. Em adultos, a spina ventosa normalmente afeta apenas um osso, ao contrário de crianças onde vários ossos podem ser impactados. Porém, a introdução de antibióticos também pode ter levado a uma mudança de como as lesões causadas por esta patologia se expressam nos restos esqueléticos. Desta forma, as coleções de esqueletos identificados são de grande importância para o diagnóstico diferencial da paleotuberculose, uma vez que estas permitem o estudo dos restos esqueléticos de indivíduos que sofreram dessa patologia no passado, possibilitando a observação dos vestígios da doença nos restos mortais antes e depois da introdução de antibióticos. Assim, ao comparar a informação sobre os indivíduos em vida – como a causa da morte - e as lesões observadas nos restos esqueléticos, é possível determinar que indícios doenças como a tuberculose deixariam neste sistema. Porém, indivíduos cuja causa de morte atribuída foi a tuberculose podem não apresentar sinais no tecido ósseo (por exemplo se a infeção for aguda), potencialmente dificultando o diagnóstico paleopatológico.

## Sociedade e cultura

### Ficção
A tuberculose influenciou alguns artistas do movimento literário conhecido como Romantismo, como Lord Byron (na Inglaterra) ou Álvares de Azevedo, no Brasil. A aparência pálida, "assombrada" dos que sofriam de tuberculose é vista como influência nos trabalhos de Edgar Allan Poe e nas histórias sobre vampiros. Num período recente, esta estética foi revivida pela subcultura "gótica". No século XIX, a doença ficou conhecida como o "Mal do Século". Também no livro Frei Luís de Sousa, uma das maiores obras românticas portuguesas de Almeida Garret, Maria, filha de dona Madalena de Vilhena e de dom Manuel de Sousa, sofre de tuberculose.
Mimi, a heroína da ópera de Puccini, La Bohème, sofre de tuberculose - o mesmo acontece com Violeta, de "La Traviata" de Verdi, inspirada na obra de Alexandre Dumas, filho, A Dama das Camélias, imortalizando a tuberculose como doença do amor.
No romance da escritora norte-americana Sylvia Plath The Bell Jar, o protagonista Buddy Willard sofre de tuberculose. Também a novela Mundo Fechado de Agustina Bessa-Luís tem, como protagonista, um jovem padecente desse mal. A Montanha Mágica de Thomas Mann, relata uma visita de um jovem, Hans Castorp, a um sanatório em Davos na Suíça, onde está seu primo. No sanatório, Hans descobre estar também com a doença e prolongará aí a sua estadia. No Brasil, no século XX, a doença influenciou muitas obras do poeta modernista Manuel Bandeira, nascido em 1886 e tuberculoso desde os dezoito anos, como o seu poema "Pneumotórax".
Há também a tuberculosa protagonista Satine de Moulin Rouge!, a qual é uma cortesã que se apaixona por um jovem poeta, Christian. No anime/mangá Bleach, escrito por Tite Kubo, o capitão do esquadrão 13 de defesa, Ukitake Juushirou sofre de tuberculose. No livro Crime e castigo escrito por Fiódor Dostoiévski, a personagem Catierina Ivanova sofre de tuberculose, no livro chamada de tísica.
Na série de jogos de luta de videogame Samurai Shodown, um dos personagens: Ukyo Tachibana, sofre de tuberculose, no jogo, ele pode ser visto tossindo constantemente entre as lutas. No jogo eletrônico Red Dead Redemption 2, o protagonista da obra, Arthur Morgan, descobre estar sofrendo de tuberculose durante o capítulo VI. Pelo restante do jogo, Arthur começa a sofrer crises de tosse e tem suas habilidades e aparência afetadas pela doença.

### Notificação
No Brasil, a tuberculose é uma doença de notificação obrigatória (compulsória), ou seja, qualquer caso confirmado tem que ser obrigatoriamente notificado.

### Dia Mundial da Tuberculose
O Dia Mundial da Tuberculose ou Dia Mundial de Combate à Tuberculose, celebrado em 24 de março de cada ano, foi criado para conscientizar o público sobre a epidemia global de tuberculose e os esforços para eliminar a doença.